# АЭС Пич-Боттом
АЭС Пич-Боттом (англ. Peach Bottom Nuclear Generating Station) — действующая атомная электростанция на востоке США.
Станция расположена на берегу реки Саскуэханна, неподалёку от городка Пич-Боттом в округе Йорк штата Пенсильвания.

## Инциденты
В 1987 году, впервые в истории атомной энергетики США, энергоблоки АЭС были остановлены по указанию надзорного органа по причинам, никак не связанным с их техническим состоянием. Скандал разразился после того, как было обнаружено, что персонал, в том числе и управляющий реактором, в ночные и выходные смены часто дремал на рабочем месте и не уделял достаточного внимания состоянию атомной станции. Руководство АЭС знало и попустительствовало такому поведению своих сотрудников. В результате энергоблоки были остановлены на два года, пока эксплуатирующая компания не смогла заново получить лицензию. Остановка АЭС принесла её владельцу — «Филадельфии Электрик» — более двухсот миллионов долларов убытков только от необходимости поддерживать неработающую станцию и закупать электроэнергию на рынке для замещения своих мощностей. Кроме того, «Филадельфия Электрик» получила от других совладельцев АЭС Пич-Боттом судебный иск на $500 млн компенсации от её длительного простоя.

## Информация об энергоблоках
| Энергоблок   | Тип реакторов       | Мощность | Мощность | Начало строительства | Физпуск    | Подключение к сети | Ввод в эксплуатацию | Закрытие   |
| Энергоблок   | Тип реакторов       | Чистый   | Брутто   | Начало строительства | Физпуск    | Подключение к сети | Ввод в эксплуатацию | Закрытие   |
| ------------ | ------------------- | -------- | -------- | -------------------- | ---------- | ------------------ | ------------------- | ---------- |
| Пич-Боттом-1 | HTGR                | 40 МВт   | 42 МВт   | 01.02.1962           | 03.03.1966 | 27.01.1967         | 01.06.1967          | 01.11.1974 |
| Пич-Боттом-2 | BWR, BWR-4 (Mark 1) | 1308 МВт | 1412 МВт | 31.01.1968           | 16.09.1973 | 18.02.1974         | 05.07.1974          | —          |
| Пич-Боттом-3 | BWR, BWR-4 (Mark 1) | 1308 МВт | 1412 МВт | 31.01.1968           | 07.08.1974 | 01.09.1974         | 23.12.1974          | —          |